# Ioannis Varvakis
Ioannis Varvakis, noto anche col nome di Ivan Andreevič Varvaci (in greco: Ιωάννης Βαρβάκης; in russo Иван Андреевич Варваци?; Psara, 24 giugno 1745 – Zante, 10 gennaio 1825), è stato un rivoluzionario e imprenditore greco naturalizzato russo.

## Biografia
Ioannis nacque sull'isola greca di Psara, figlio di Andreas Leontis e di sua moglie, Maria Moros. Sua madre dopo essere rimasta vedova divenne monaca del monastero sull'isola di Chio, dove morì durante il Massacro di Chio del 1822. Il suo vero nome era Ioannis Leontides (Ιωάννης Λεοντίδης); Varvakis era il soprannome che gli era stato imposto da giovane per l'aspetto simile per l'appunto a quello di un uccello tipico dell'isola di Psara che per l'appunto è chiamato varvaki (βαρβάκι, "Falco eleonorae").

## Eroe della guerra d'indipendenza greca
Varvakis era un cristiano ortodosso e divenne abile marinaio già all'età di 17 anni quando, da solo, costruì la nave "Sant'Andrea" e con essa si mise a disposizione con la sua ciurma delle forze russe nel corso della guerra russo-turca (1768-1774). Spese tutta la sua fortuna per equipaggiare la nave con cannoni di ultimo modello e mostrò anche un notevole coraggio personae nella battaglia di Cesme del luglio del 1770. Il suo sciabecco venne trasformato in un brulotto, rivestito di combustibile, incendiato e lanciato contro le navi turche. Malgrado i suoi sforzi, la guerra in corso non riuscì a dare l'agognata indipendenza alla Grecia, dal momento che dallo scontro il sultano cedette unicamente la parte settentrionale della costa del Mar Nero alla Russia nel corso della firma del trattato di Küçük Kaynarca del 1774. Tale scontro, ad ogni modo, provocò un esodo di massa di greci verso la Russia.

## Al servizio di Caterina la Grande

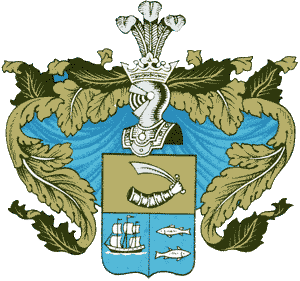
Lo stemma di Varvakis.

Rimasto senza denaro, Ioannis Varvakis decise di chiedere udienza a Caterina II di Russia. Si portò quindi a San Pietroburgo dove incontrò il feldmaresciallo russo Grigorij Aleksandrovič Potëmkin, favorito della zarina, il quale gli organizzò un'udienza con l'imperatrice. Caterina II fu particolarmente generosa con Varvakis donandogli 1000 rubli e un'autorizzazione alla pesca illimitata e senza tasse nel Mar Caspio oltre alla libertà di stabilirsi in Russia dove ritenesse opportuno. Questi ricevette inoltre una patente da Caterina che gli consentiva di utilizzare il rango di tenente di vascello della marina russa, siglata il 21 ottobre 1772.

## Varvakis ad Astrachan'

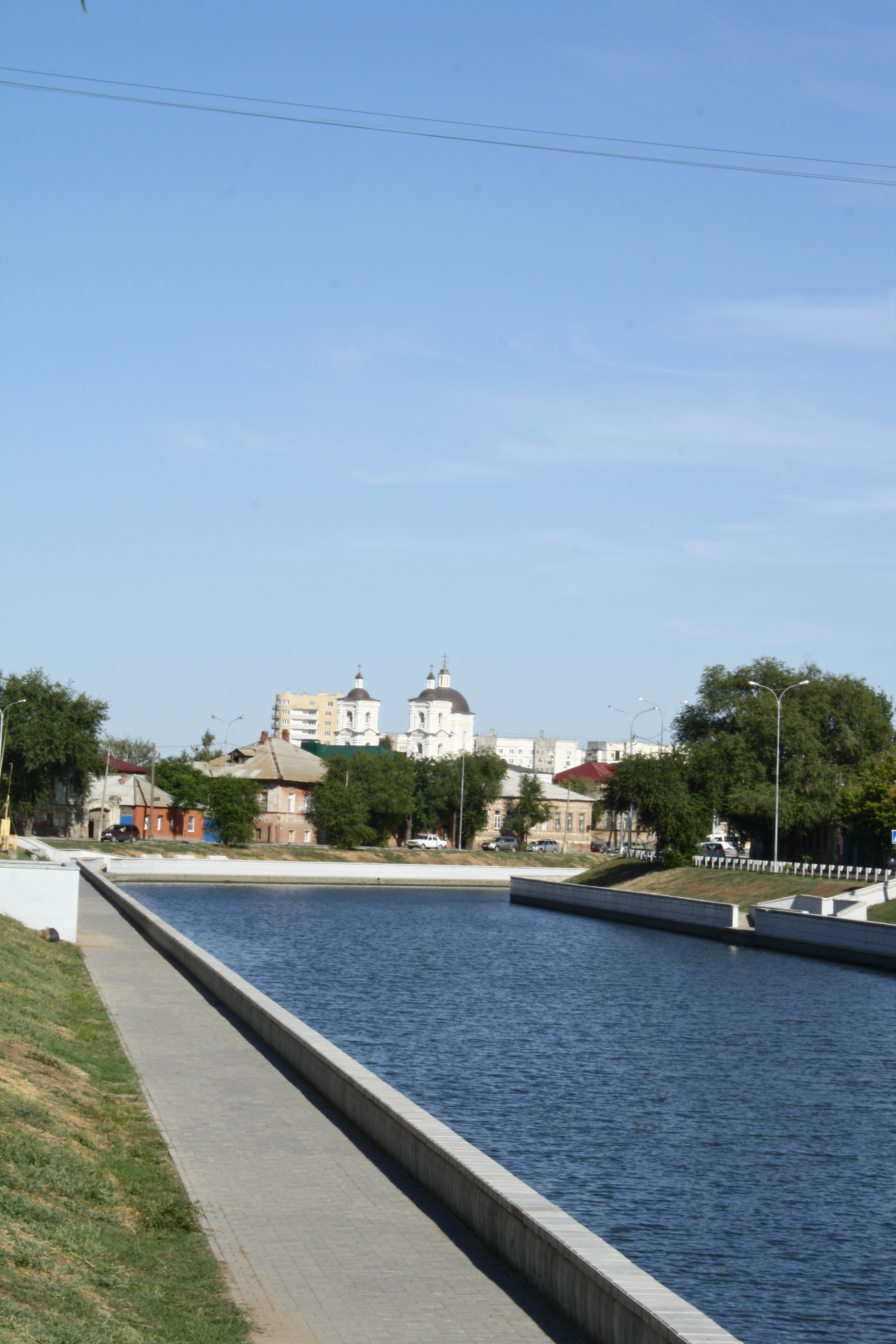
Astrachan', il "Canale 1º maggio"

Da San Pietroburgo, Varvakis si portò ad Astrachan' per portare avanti delle operazioni nell'ambito della pesca, pur non avendone esperienza. Nel Mar Caspio le sue imprese di pesca gli resero molto denaro, esentasse. Le navi di Varvakis pescavano regolarmente storioni, salmoni bianchi e altri pesci di notevole valore commerciale. Conoscendo la passione dei greci per il caviale, tentò di avviare un'industria per l'esportazione del caviale in tutta Europa. Inventò personalmente una soluzione per conservare la freschezza del caviale durante il suo trasporto via nave. Produsse apposite scatole di legno che non alteravano le preziose uova di pesce, essendo idrorepellenti. Il caviale veniva regolarmente spedito da Astrachan' verso la Grecia a dorso di cammello o via acqua attraverso il corso del fiume Volga. Nel 1788 l'azienda di Varvakis dava lavoro a più di 3000 operai.
Nel 1810-17, Ioannis Varvakis finanziò la costruzione di un canale d'acqua che collegasse il Volga al fiume Kutum per migliorare il trasporto della sua merce. Il canale venne chiamato nel 1817 alla sua inaugurazione "Varvatsievski", ma il suo nome venne cambiato in "canale 1º maggio" dopo la rivoluzione russa.

## Varvakis a Taganrog

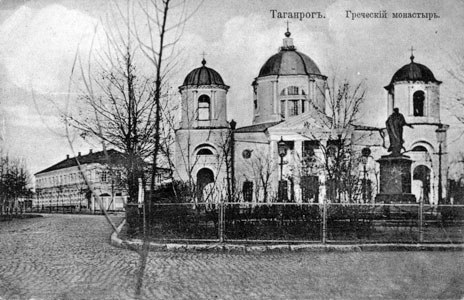
Il monastero greco di Taganrog

Nel 1810, Varvakis ottenne di essere nobilitato da Alessandro I di Russia che gli concesse un proprio stemma e che lo rese inoltre suo consigliere, concedendogli inoltre l'insegna in diamanti dell'Ordine di Sant'Anna di II classe assieme a quella di IV classe di San Vladimiro già ricevuta per i suoi straordinari servigi resi a favore della Russia e del commercio internazionale.
Nel 1812, si trasferì nella città di Taganrog, borgo popolato da coloni greci posto tra il Mar Nero ed il Mar d'Azov. Nel 1813 Ivan Varvatsi spese 600.000 rubli per la costruzione del monastero greco di Gerusalemme (in russo: Иерусалимский греческий монастырь) di Taganrog. Quando Alessandro I morì a Taganrog nel 1825, fece cantare una messa funebre in onore del defunto zar proprio nel monastero da lui fondato.

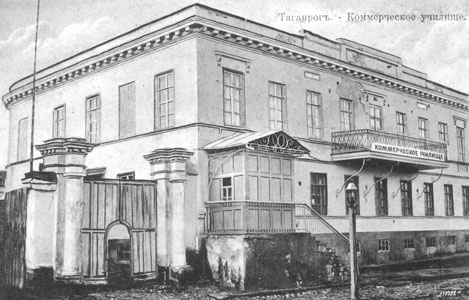
La casa di Ivan Varvatsi a Taganrog.

La casa di Varvakis a Taganrog subì non pochi danni durante l'assedio di Taganrog nel corso della guerra di Crimea.

## Il ritorno in Grecia
Ioannis Varvakis assistette attivamente il popolo greco durante la rivoluzione greca, in particolare nella sua natia isola di Psara. Dopo la distruzione dell'isola da parte della flotta turca, nel 1824 prese la decisione di tornare personalmente in Grecia per aiutare il suo popolo e morì a Zacinto il 10 gennaio 1825. Varvakis si dimostrò sempre attento al tema dell'educazione in Grecia e per questo nel suo testamento lasciò la somma di 1.000.000 di rubli allo stato greco per la costruzione di una scuola superiore che da lui prese il nome di Varvakeio (Βαρβάκειον Λύκειον). Varvakis finanziò inoltre la costruzione di un mercato coperto ad Atene, la Varvakeios Agora.

## Discendenza
La figlia primogenita di Ioannis, Maria Varvakis, nata nel 1770, sposò il mercante greco Nikolay Ivanovich Komnino. Desideroso di preservare il proprio cognome ma non avendo avuto figli maschi, Ioannis chiese alla zarina Caterina il permesso di trasmettere il suo cognome alla figlia Maria oltre a quello del marito. Caterina II diede così origine alla casata dei Komnino-Varvatsi (Комнино-Варваци) e di conseguenza tutti i figli di Maria e di Nikolay Komnino-Varvatsi (Ivan, Yegor, Mark, Kozma e Andrey) vennero nobilitati nel 1821.

## La memoria

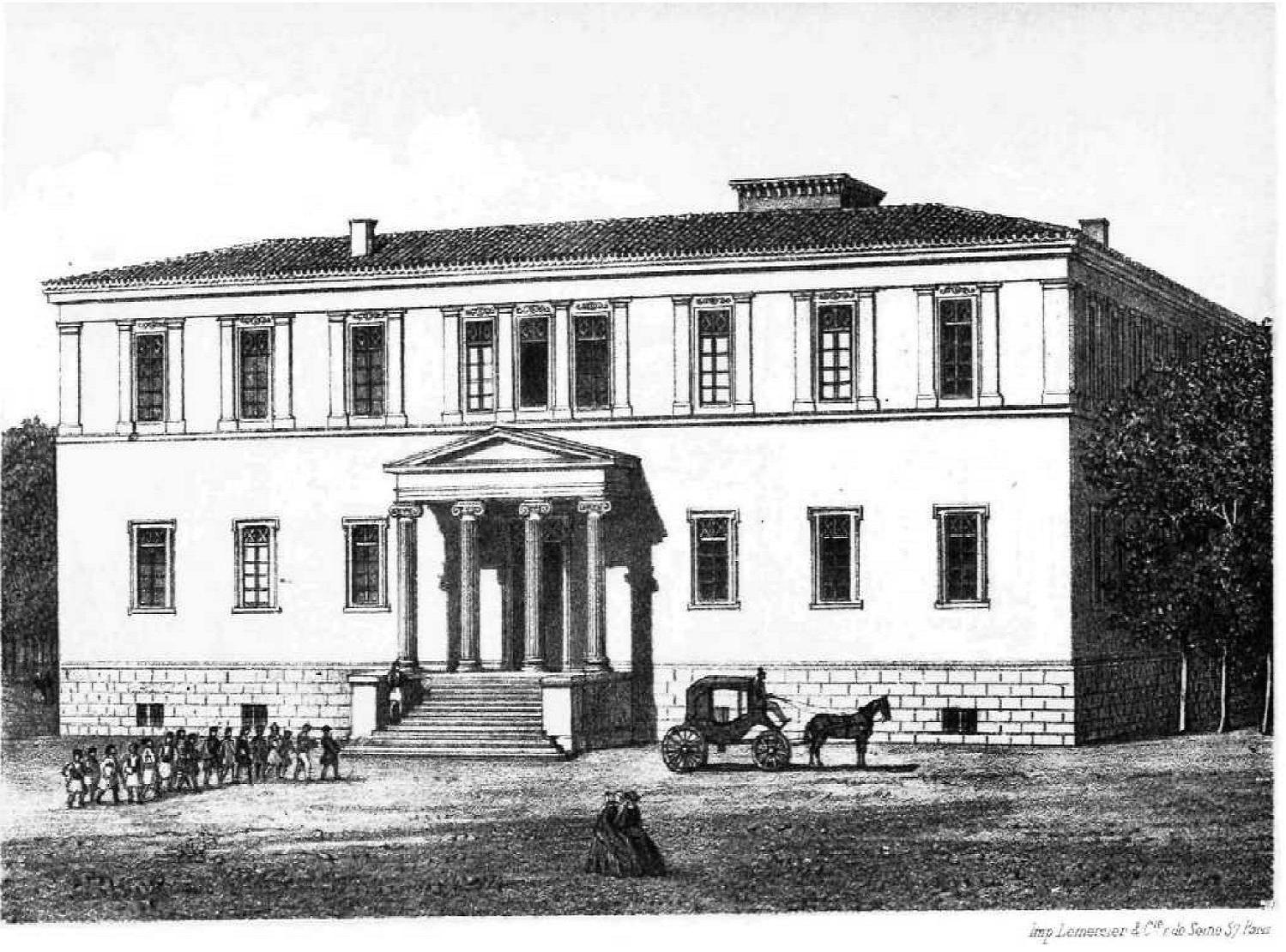
Il liceo Varvakeio nel 1867.

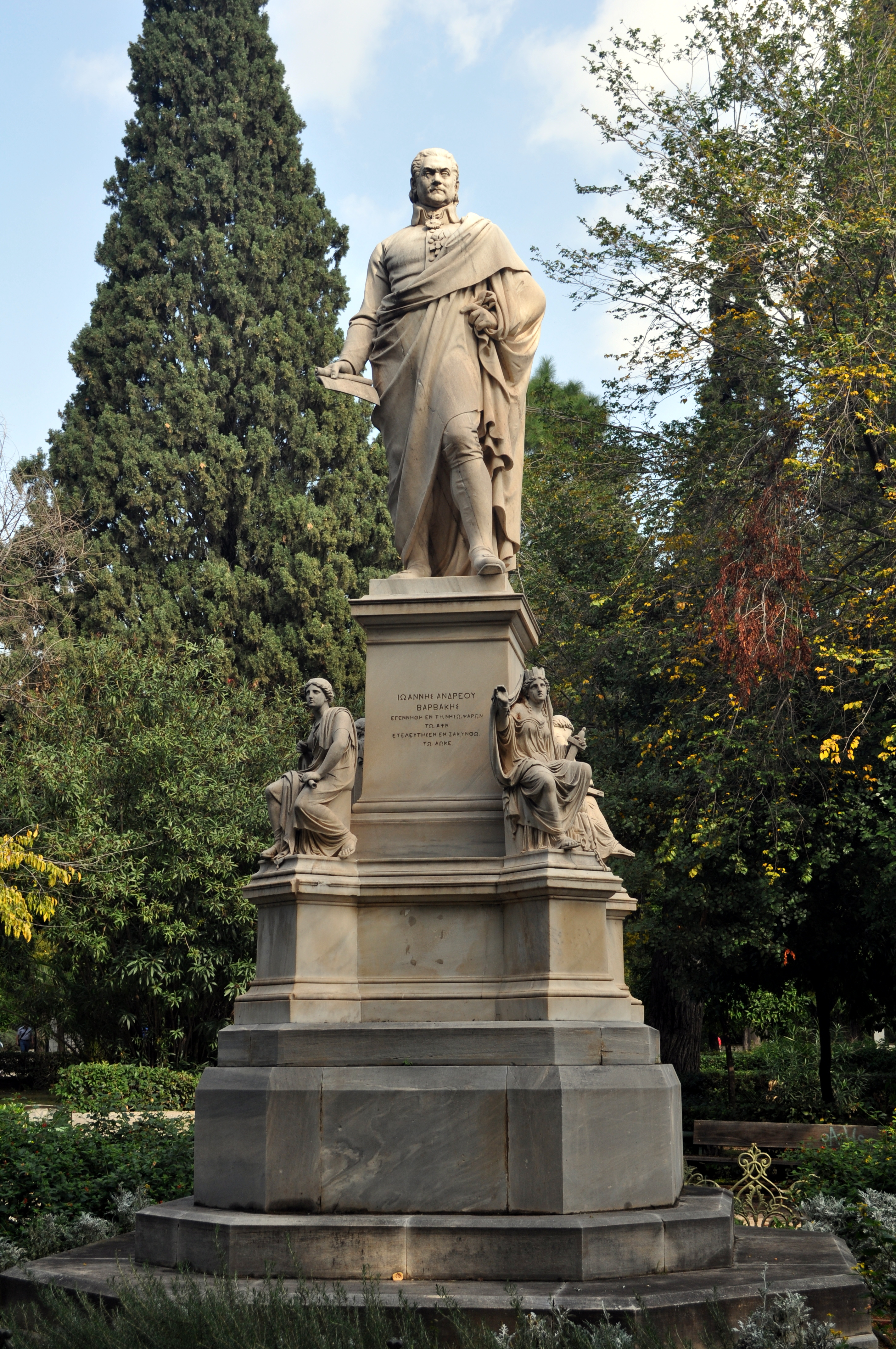
Statua ad Atene, opera di Leonidas Drosis

Nell'Ottocento, la città di Taganrog dove visse, dedicò a Varvakis una delle sue vie (rinominata poi con la rivoluzione russa in onore del poeta Mikhail Lermontov). Nel 2012 la città di Astrachan' ha dedicato a Varvakis un monumento nel centro cittadino.
Il regista Yannis Smaragdis ha diretto un film (Dio ama il caviale) dedicato proprio alla vita di Ioannis Varvakis ed alla sua invenzione nel trasporto e nella conservazione del caviale. L'attore tedesco Sebastian Koch ha svolto la parte di Ioannis Varvakis. Nel cast Catherine Deneuve che dà  vita al personaggio di Caterina II di Russia. Il film, una coproduzione greca, russa e spagnola, uscì nelle sale nel 2012.